# کونپسر
کونپِسِر (به مجاری:  Kunpeszér) یک منطقهٔ مسکونی در مجارستان است که در Peszéradacs واقع شده‌است. کونپِسِر ۷۷٫۵۵ کیلومتر مربع مساحت و ۶۸۱ نفر جمعیت دارد.